# Visvaldas Kulbokas
Visvaldas Kulbokas (Klaipėda, SSR lituana, 14 de maio de 1974) é um clérigo lituano, diplomata da Santa Sé e arcebispo católico romano.
Visvaldas Kulbokas entrou no seminário da Diocese de Telšiai na Lituânia em 1992 e estudou filosofia e teologia em Telšiai, desde 1994 em Roma. O bispo da Cúria Stanisław Ryłko o consagrou ao diaconato em 24 de maio de 1998 na Basílica Romana de Sant'Apollinare. Em 19 de julho de 1998 recebeu o Sacramento da Ordem para a Diocese de Telšiai do Bispo Antanas Vaičius. Em 2002 recebeu seu doutorado em teologia pela Pontifícia Universidade de Santa Croce. Em 2004 completou seus estudos de licenciatura em direito canônico no PUSC. De 2001 a 2004 estudou na Pontifícia Academia Diplomática.
Em 2004 ingressou no serviço diplomático da Santa Sé. Trabalhou na seção da Secretaria de Estado para as Relações com os Estados e nas nunciaturas no Líbano (2004) e na Holanda (2007-2009), bem como na Rússia (2009-2017) e no Quênia, mais recentemente com o posto de conselheiro da nunciatura.
Em 15 de junho de 2021, o Papa Francisco o nomeou arcebispo titular pro hac vice de Martanae Tudertinorum e núncio apostólico na Ucrânia.O Cardeal Secretário de Estado Pietro Parolin o consagrou bispo em 14 de agosto do mesmo ano na Catedral de Santo Estanislau em Vilnius. Co-consagradores foram o arcebispo de Vilnius, Gintaras Grušas, e o bispo de Telšiai, Algirdas Jurevičius.
Kulbokas fala italiano, inglês, francês, espanhol, russo e holandês.